# Grevillea callichlaena
Grevillea callichlaena,  es una especie de arbusto  del gran género  Grevillea perteneciente a la familia  Proteaceae. Es originaria de las regiones montañosas del este de  Victoria en Australia. 
La especie fue descrita como Grevillea sp. aff. miqueliana (Mount Benambra),  como "Vulnerable in Victoria" en el Victorian Department of Sustainability and Environment's Advisory List of Rare Or Threatened Plants In Victoria. Se encuentra en el Monte Benambra en el Parque nacional Alpino La floración se produce principalmente entre octubre y marzo en el rango de las especies nativas.

## Taxonomía
Grevillea callichlaena fue descrita por Molyneux & Stajsic y publicado en Muelleria 22: 38. 2005[2006].
Etimología
Grevillea, el nombre del género fue nombrado en honor de Charles Francis Greville, cofundador de la Royal Horticultural Society.
Sinonimia
- Grevillea sp. aff. miqueliana (Mt Benambra)